# Jean Leclercq (volksvertegenwoordiger)
Jean Léon Philippe Alphonse Ghislain Leclercq (Doornik, 2 juni 1925 - 24 december 1970) was een Belgisch volksvertegenwoordiger.

## Levensloop
Lid van de Waalse Economische Raad werd Leclercq in 1968 lid van het Rassemblement Wallon en werd er de stichter van in het Doornikse.
In 1968 werd hij verkozen tot volksvertegenwoordigers voor het arrondissement Doornik en was een van de eerste verkozenen van het Rassemblement Wallon. Hij oefende dit mandaat niet lang uit, aangezien hij op kerstavond 1970 overleed.
In oktober 1970, na een meningsverschil met andere leden van de lokale RW, richtte hij voor de gemeenteraadsverkiezingen een eigen lijst op onder de naam Rénovation tournaisienne. Hij werd verkozen tot gemeenteraadslid, maar zijn plotse dood verhinderde dat hij zitting kon nemen.